# Robin Hranáč
Robin Hranáč (Plzeň, 29 gennaio 2000) è un calciatore ceco, difensore dell'Hoffenheim e della nazionale ceca.

## Carriera

### Club
Cresciuto nel settore giovanile del Viktoria Plzeň, esordisce in prima squadra il 10 febbraio 2021, disputando l'incontro di Pohár FAČR vinto per 7-0 contro il Přepeře. Il 21 aprile successivo esordisce in 1. liga, nell'incontro vinto per 0-1 contro il Teplice.
Il 25 agosto 2024 l'Hoffenheim annuncia di avere acquistato Hranáč per una cifra vicina agli 8 milioni di euro.

### Nazionale
Ha giocato nella nazionale ceca Under-21.
Il 15 marzo 2024 viene convocato per la prima volta in nazionale maggiore, con cui ha esordito 11 giorni dopo nell'amichevole vinta 2-1 contro Armenia.
Viene successivamente convocato per l'Europeo del 2024 in Germania, dove scende in campo come titolare in tutte e tre le partite disputate dalla nazionale ceca nel suo girone prima di essere eliminata.

## Statistiche

### Presenze e reti nei club
Statistiche aggiornate al 14 settembre 2022.
| Stagione         | Squadra           | Campionato       | Campionato | Campionato | Coppe nazionali | Coppe nazionali | Coppe nazionali | Coppe continentali | Coppe continentali | Coppe continentali | Altre coppe | Altre coppe | Altre coppe | Totale | Totale |
| Stagione         | Squadra           | Comp             | Pres       | Reti       | Comp            | Pres            | Reti            | Comp               | Pres               | Reti               | Comp        | Pres        | Reti        | Pres   | Reti   |
| ---------------- | ----------------- | ---------------- | ---------- | ---------- | --------------- | --------------- | --------------- | ------------------ | ------------------ | ------------------ | ----------- | ----------- | ----------- | ------ | ------ |
| 2020-2021        | Viktoria Plzeň    | 1L               | 1          | 0          | CRC             | 1               | 0               | UCL+UEL            | 0                  | 0                  |             | -           | -           | 2      | 0      |
| lug.-dic. 2021   | Liptovský Mikuláš | SL               | 18         | 1          | CS              | 1               | 0               |                    | -                  | -                  |             | -           | -           | 19     | 1      |
| gen.-giu. 2022   | Pardubice         | 1L               | 10         | 1          | CRC             | -               | -               |                    | -                  | -                  |             | -           | -           | 10     | 1      |
| 2022-2023        | Pardubice         | 1L               | 4          | 0          | CRC             | 0               | 0               |                    | -                  | -                  |             | -           | -           | 4      | 0      |
| Totale Pardubice | Totale Pardubice  | Totale Pardubice | 14         | 1          |                 | 0               | 0               |                    | -                  | -                  |             | -           | -           | 14     | 1      |
| Totale carriera  | Totale carriera   | Totale carriera  | 33         | 2          |                 | 2               | 0               |                    | 0                  | 0                  |             | -           | -           | 35     | 2      |

### Cronologia presenze e reti in nazionale
| Cronologia completa delle presenze e delle reti in nazionale ― Rep. Ceca | Cronologia completa delle presenze e delle reti in nazionale ― Rep. Ceca | Cronologia completa delle presenze e delle reti in nazionale ― Rep. Ceca | Cronologia completa delle presenze e delle reti in nazionale ― Rep. Ceca | Cronologia completa delle presenze e delle reti in nazionale ― Rep. Ceca | Cronologia completa delle presenze e delle reti in nazionale ― Rep. Ceca | Cronologia completa delle presenze e delle reti in nazionale ― Rep. Ceca | Cronologia completa delle presenze e delle reti in nazionale ― Rep. Ceca |
| Data                                                                     | Città                                                                    | In casa                                                                  | Risultato                                                                | Ospiti                                                                   | Competizione                                                             | Reti                                                                     | Note                                                                     |
| ------------------------------------------------------------------------ | ------------------------------------------------------------------------ | ------------------------------------------------------------------------ | ------------------------------------------------------------------------ | ------------------------------------------------------------------------ | ------------------------------------------------------------------------ | ------------------------------------------------------------------------ | ------------------------------------------------------------------------ |
| 26-3-2024                                                                | Praga                                                                    | Rep. Ceca                                                                | 2 – 1                                                                    | Armenia                                                                  | Amichevole                                                               | -                                                                        |                                                                          |
| 7-6-2024                                                                 | Grödig                                                                   | Rep. Ceca                                                                | 7 – 1                                                                    | Malta                                                                    | Amichevole                                                               | -                                                                        |                                                                          |
| 10-6-2024                                                                | Hradec Králové                                                           | Rep. Ceca                                                                | 2 – 1                                                                    | Macedonia del Nord                                                       | Amichevole                                                               | -                                                                        |                                                                          |
| 18-6-2024                                                                | Lipsia                                                                   | Portogallo                                                               | 2 – 1                                                                    | Rep. Ceca                                                                | Euro 2024 - 1º turno                                                     | -                                                                        | [ 4 ]                                                                    |
| 22-6-2024                                                                | Amburgo                                                                  | Georgia                                                                  | 1 – 1                                                                    | Rep. Ceca                                                                | Euro 2024 - 1º turno                                                     | -                                                                        |                                                                          |
| 26-6-2024                                                                | Amburgo                                                                  | Rep. Ceca                                                                | 1 – 2                                                                    | Turchia                                                                  | Euro 2024 - 1º turno                                                     | -                                                                        |                                                                          |
| 7-9-2024                                                                 | Tbilisi                                                                  | Georgia                                                                  | 4 – 1                                                                    | Rep. Ceca                                                                | UEFA Nations League 2024-2025 - 1º turno                                 | -                                                                        |                                                                          |
| Totale                                                                   |                                                                          | Presenze                                                                 | 7                                                                        |                                                                          | Reti                                                                     | 0                                                                        |                                                                          |

## Palmarès
- Squadra della stagione della UEFA Europa Conference League:1

2023-2024